# 1 E15 s
- 1015 s 미만
- 1015 초 = 3,171만 년

- 3600만 년 -- 에오세가 끝나고 올리고세가 시작되고 나서 흐른 시간.
- 4000만 년 -- 오스트레일리아가 아시아와 충돌할 때까지 걸릴 추정 시간.
- 6500만 년 -- 백악기와 중생대가 끝나고 제2기와 신생대가 시작되고 나서 흐른 시간. (→백악기 대멸종)
- 1억 3500만 년 -- 쥐라기가 끝나고 백악기가 시작되고 나서 흐른 시간.
- 1억 9500만 년 -- 트라이아스기가 끝나고 쥐라기가 시작되고 나서 흐른 시간.
- 2억 2500만 년 -- 페름기와 고생대가 끝나고 트라이아스기와 중생대가 시작되고 나서 흐른 시간.
- 2억 2600만 년 -- 태양계가 은하를 한 바퀴 도는 데에 걸리는 시간.
- 2억 8000만 년 -- 석탄기가 끝나고 페름기가 시작되고 나서 흐른 시간.

- 1016 s 이상